# Rabab al-Kazimi
Rabab al-Kazimi est une poétesse et chirurgienne-dentiste irakienne, née le 30 juillet 1918 au Caire et morte en 1998 à Londres. Elle est considérée comme une pionnière, et ses écrits ne sont publiés pour la première fois qu'en 1969.
Soulignant son manque de reconnaissance en tant que femme, elle écrit :

« Mon acte d'écrire est ma blessure
 Et mon crime est ma connaissance ».

## Biographie
Rabab al-Kazimi est elle-même fille de poète, comme de nombreuses poétesses irakiennes de l'époque. Elle ne s'autodévalue pas et considère sa poésie en prose comme en vers au même niveau que son père.
Elle naît au Caire, ville où elle passe de nombreuses années de sa vie. Elle étudie en Égypte, en France et aux États-Unis.
De nombreuses œuvres de femmes irakiennes ne leur sont pas attribuées ou ne sont pas publiées. Plusieurs publications ont néanmoins lieu, et notamment la première édition des œuvres d'al-Kazimi en 1969. 

## Œuvre
Son œuvre encourage l'éducation féminine.